# Redactor en cap
Un redactor o redactora en cap, o editor i editora en cap, és el líder editorial d'una mitjà de comunicació, que té la responsabilitat final de totes les operacions i polítiques seguides pel mitjà. La redacció en cap encapçala tots els departaments de l'organització i és responsable de delegar les tasques i gestionar el seu equip. El terme s'utilitza sovint en els diaris, revistes, anuaris i informatius de televisió. Algunes publicacions no tenen la figura de redactor/a en cap per a tot el mitjà, com ara The New York Times, que té un editor o editora executiva per a les pàgines de notícies i un editor/a de la pàgina editorial per a les pàgines d'opinió.
El terme també s'aplica a les revistes acadèmiques, on l'editor o editora en cap decideix si es publicarà un article entregat, una decisió que pren després d'escoltar l'avaluació d'experts.
Les responsabilitats més habituals dels redactors en cap són:
- Verificar els fets, l'ortografia, la gramàtica, l'estil i el disseny de la pàgina i les fotos
- Denegar els articles que semblen plagiats, escrits per un negre, publicats en altres llocs, o de poc interès per als lectors
- Editar el contingut
- Contribuir als articles d'editorial
- Motivar i desenvolupar l'equip editorial
- Assegurar-se que l'esborrany final és complet i no hi ha cap omissió
- Tractar les queixes dels lectors i responsabilitzar-se de possibles controvèrsies després d'haver publicat
- Per a llibres o revistes, comprovar les citacions i examinar les referències